# Niewierny Tomasz (obraz Hendricka ter Brugghena)

Niewierny Tomasz Caravaggia

Niewierny Tomasz (niderl. De ongelovige Thomas) – obraz Hendricka ter Brugghena, znajdujący się w Rijksmuseum w Amsterdamie (nr inw. SK-A-3908).

## Geneza tematu
Motyw obrazu został zaczerpnięty z Nowego Testamentu, z Ewangelii Jana. Odnosił się do słów Tomasza Apostoła wypowiedzianych osiem dni wcześniej po pierwszym objawieniu Jezusa, przy którym nie był obecny Tomasz: 

Jeżeli na rękach Jego nie zobaczę śladu gwoździ i nie włożę palca mego w miejsce gwoździ, i nie włożę ręki mojej do boku Jego, nie uwierzę (J 20, 25).

 Po wydarzeniach wielkanocnych w Jerozolimie, w domu Marka Ewangelisty zebrali się ponownie apostołowie. Wówczas po raz drugi ukazał się Jezus zwracając się do swego ucznia: 

Podnieś tutaj swój palec i zobacz moje ręce. Podnieś rękę i włóż do mego boku, i nie bądź niedowiarkiem, lecz wierzącym! (J 20, 27).

 Mimo że Jan nie pisze, iż Tomasz uczynił to, o co prosił Jezus, późniejsi artyści wielokrotnie ukazywali właśnie gest „sprawdzającego palca”, a apostoł otrzymał przydomek „niewierny”.

## Opis
Hendrick ter Brugghen, zafascynowany twórczością Caravaggia, był wiernym naśladowcą jego stylu. W jego dziełach główną rolę odgrywało światło. Nie inaczej jest w Niewiernym Tomaszu. Scena przedstawia pięć postaci stłoczonych wokół siebie. Przodem do widza stoi Jezus w białej szacie odkrywający prawy bok przebity wcześniej włócznią. Na bok i ranę pada snop światła. Ciemny palec zagłębiający się w ranie kontrastuje tu z błyszczącym torsem Chrystusa. Sam Tomasz bacznie przygląda się ranie. Pozostałe trzy osoby to apostołowie, ale nie ma żadnych wskazówek by móc ich zidentyfikować. Ten celowy zabieg Brugghena sugeruje, iż nie chodzi mu o konkretnych Apostołów tylko o zwykłych ludzi. Zadaje pytanie o moc naszej wiary.
Każda z postaci reprezentuje inną postawę jaką przyjmuje się w obliczu wiary. Z lewej strony stoją uczniowie którzy "nie widzieli a uwierzyli". Zwracają się ku niebu; jeden z nich ma złożone ręce do modlitwy i reprezentuje człowieka wierzącego i zawsze szukającego oparcia w modlitwie. Drugi uczeń ma nasunięty na głowę kaptur, co może symbolizować strój mnicha i prezentuje postawę wiernego skłonnego do medytacji i odciętego od świata przez kontemplację. Po prawej stronie mamy do czynienia z inną postawą. Uczeń z okularami przypomina profesora, który dokładnie bada zjawisko. Powstrzymuje się od dotknięcia Jezusa, a jego uśmieszek wskazuje, iż sam nie jest pewien swej wiary i czeka na rezultat eksperymentu. Malarz wydaje się pytać jaka jest nasza wiara? Czy taka bezgraniczna jak tych dwóch uczniów z lewej strony, czy asekuracyjna jak tego z prawej?
Brugghen po części sam odpowiada na to pytanie. Starszego ucznia-naukowca postawił w jaśniejszym świetle i to właśnie on jest negatywnym bohaterem obrazu, a nie Tomasz. Ponad 17 lat później namalował inne dzieło Powołanie świętego Mateusza, gdzie również przedstawił tę samą postać, również z profilu i w okularach. Ma on zamiast uśmiechu grymas na twarzy. Postać jest celnikiem, który nie zwraca uwagi na Jezusa a jedynie na pieniądze leżące na stole.          